# مطار سوباديو الدولي
مطار سوباديو الدولي (بالإندونيسية: Bandar Udara Internasional Supadio) والمعروف سابقًا باسم مطار سي دوريان أو مطار سونغاي دوريان. هو مطار دولي يقع على بعد 17 كم من بونتياناك كالمنتان الغربية إندونيسيا. تتم إدارة المطار بواسطة بي تي أنغكاسا بورا الثانية. يقع المطار على مساحة 528 هكتار. يخدم المطار كنقطة الدخول الرئيسية إلى غرب كاليمانتان، كما ويخدم المطار الرحلات الداخلية من وإلى العديد من المدن والبلدات في إندونيسيا وبعض الرحلات الجوية المحدودة إلى كوتشينغ وكوالالمبور في ماليزيا المجاورة. اشتق اسم المطار من الكولونيل سوباديو وهو ضابط في القوات الجوية الإندونيسية، وقام بالإشراف على قاعدة سونجاي دوريان الجوية (الاسم السابق للمطار). توفي الكولونيل سوباديو في حادث تحطم طائرة نورتانيو في باندونغ في عام 1966. تتم مشاركة منطقة المطار والممر التابع لها مع قاعدة سوباديو الجوية التابعة للقوات الجوية الإندونيسية. كان المطار بمثابة القاعدة الرئيسية لسكوادرون أودارا 1 من سلاح الجو الإندونيسي، الذي يتكون من أسطول قوامه 18 طائرة بي أيه إي هوك. المطار عانى سابقًا من الطاقة الزائدة، أدى التجديد الرئيسي الذي يتضمن بناء محطة أكبر وأكثر اتساعًا بين عامي 2014 و2017 إلى زيادة كبيرة في سعة المطار. بعد التجديد أصبح للمطار الآن أربعة جسور نفاثة ويمكنه استيعاب 3.8 مليون مسافر سنويًا. تضمنت عملية التجديد توسيع وتمديد المدرج إلى 2.500 متر، وبناء برج مراقبة حركة طيران جديد وأعلى من السابق وتوسيع ساحة المطار لاستيعاب المزيد والمزيد من الطائرات.

## التوسعة
سيكون لدى مطار سوباديو الدولي مبنى محطة جديد مع توسيع مدرجه وتوسيعه، ليصبح مطارًا على مستوى عالمي. في عام 2012 تم إنجاز مناقصة تراكب بطول 2.250 متر، وتم تنفيذ التراكيب في أوائل عام 2013. بدأ مشروع ملتي ييرز لتوسيع المدرج إلى 2.500 متر في عام 2013. وقبل ذلك في الفترة 2010-2011 تم توسيع المدرج من 30 مترًا إلى 45 مترًا.
جري بناء المحطة الجديدة والانتهاء منها بالكامل عام 2016. تم تقسيم المشروع إلى مرحلتين: تتضمن المرحلة الأولى بناء محطة مؤقتة تبلغ مساحتها 13.000 متر مربع ويمكن أن تستوعب أكثر من 1.5 مليون شخص على مدار العام. سيكون هذا المبنى المؤقت مجاورًا للمحطة الحالية، أما المرحلة الثانية فتشمل هدم مبنى المحطة الحالي وبناء مبنى جديد للمحطة امتدادًا للمبنى في المرحلة الأولى. تبلغ مساحة التوسعة 32 ألف متر مربع ويمكن أن تستوعب 2.5 مليون شخص في السنة.

## الاستخدام العسكري
يستخدم مطار سوباديو الدولي أيضًا من قِبل سكوادروم 51 الجوي والذي يتبع للقوات الجوية الإندونيسية، الذي يقوم بتشغيل طائرات تشنغدو وينق لونق.

## وصلات خارجية
- تاريخ الحوادث في مطار سوباديو الدولي